# Fairchild Metroliner
Dimensions
Le Fairchild Swearingen Metroliner est un avion de ligne régional américain. Il est utilisé comme avion de transport militaire sous la désignation C-26 (en).

## Historique
Le Fairchild Merlin (en) a le plus haut taux d'accidents parmi les aéronefs de cette catégorie avec 30,2 % d'avions écrasés en mars 2016 devant le Mitsubishi MU-2 (27,7 % accidentés).

## Variantes

### Civiles

#### SA226 series
- SA226-TC Metro et Metro II - 198 construits
- SA226-AT Merlin IVA - 56 construits

#### SA227 series
- Metro III - 291 construits
  - SA227-AC - 273 construits (11 pour les forces armées américaines nommés C-26A)
  - SA227-BC - 18 construits (3 pour les forces armées américaines C-26B)
- SA227-AT - 43 construits
  - Merlin IVC - 21 construits
  - Expediter - 22 construits
- Metro 23 - 115 construits
  - SA227-CC - 5 construits
  - SA227-DC - 110 construits (37 pour les forces armées américaines nommés C-26B)

### Militaires
- Fairchild C-26 Metroliner (en) - C-26A, C-26B et RC-26B pour l'U.S. military.
- TP 88 - Metro III (deux avions) livrés à la force aérienne suédoise pour le transport de VIP.

## Accidents et incidents impliquant des Fairchild Metroliner
- Le 19 janvier 1988, le vol 2286 Trans-Colorado Airlines (opéré par Continental Express) s'écrase à Bayfield dans le Colorado, tuant 9 des 17 personnes à bord. L’enquête met en évidence les erreurs des pilotes (l'un des pilotes est contrôlé positif à la cocaïne, post mortem) menant à une collision avec le sol, en vol contrôlé. L'accident est raconté dans un épisode de la série documentaire Air Crash.
- Le 18 juin 1998, le vol Propair 420 se disloque en approche finale de l'aéroport de Montréal-Mirabel tuant les 9 passagers et les 2 membres d'équipage. La cause est un incendie dû à une surchauffe des freins du train au décollage.
- Le 10 février 2011, le vol 7100 Manx2 s'écrase sur l'aéroport de Cork en Irlande tuant 6 des 12 passagers à bord. L’enquête met en évidence plusieurs causes : un fort brouillard, des défauts de maintenance du Fairchild SA 227-BC Metro III, et enfin des erreurs de pilotage dues à la fatigue. L'accident est raconté dans un épisode de la série documentaire Air Crash.
- Le 12 mai 2021 a lieu une collision en vol entre un avion-cargo Fairchild Metroliner de la compagnie Key Lime Air (N280KL) et un avion de tourisme Cirrus SR22 (N416DJ) en approche de l'aéroport Centennial près de Denver. L'avion cargo parvient à atterrir malgré de lourds dégâts et l'avion de tourisme utilise son parachute. Aucun blessé[2].